# Escuela de cine Un Perro Andaluz
La Escuela de cine Un Perro Andaluz (UPA) es un centro de enseñanza cinematográfica localizado en Zaragoza, España. Su directora, Leonor Bruna, lo inauguró en 2007 y es una de las pocas escuelas dedicadas a la iniciación en el arte del cine para diferentes edades en la Comunidad de Aragón. 

## Historia
La Escuela de cine Un Perro Andaluz fue creada en 2007 por Leonor Bruna. Desde entonces, la institución ha pasado por sucesivas etapas, con sus correspondientes sedes en el Centro Joaquín Roncal y el Centro de Historias de Zaragoza. Desde abril de 2018, se encuentra localizada en el Centro de Formación Juan Pablo II.

## La escuela
UPA es un centro docente de carácter privado que introduce a niños, adolescentes y adultos a las diferentes ramas cinematográficas y del sector audiovisual.
Su plan de estudios tiene como objeto, por un lado, enseñar al alumnado de manera teórica y práctica la realización, producción y distribución de piezas audiovisuales y, por otro, facilitar conocimientos y habilidades de actuación cinematográfica. La escuela sigue el lema “El cine es más que cine”, y tiene en marcha diversas líneas de acción que combinan ámbitos como la práctica de idiomas o la transmisión de valores con la creación fílmica.
De la escuela han salido intérpretes como Sara Vidorreta.